# کنستانتین تون
کنستانتین تون (روسی: Константи́н Андре́евич Тон؛ ۲۶ اکتبر ۱۷۹۴ – ۲۵ ژانویهٔ ۱۸۸۱) یک معمار اهل روسیه و معمار کاخ کرملین بود.

## زندگی‌نامه
او در سن پترزبورگ متولد شد و پسر یک جواهرساز آلمانی بود. تا ۱۸۱۵ در آن شهر در کنار معمار آندری ورونیخین تحصیل کرد. در طول دوره آموزشی به او مدال‌هایی برای برخی از پروژه‌هایش اهدا شد. بین سال‌های ۱۸۱۹ تا ۱۸۲۸ برای تحصیل هنر به رم رفت. پس از بازگشت به روسیه، در سال ۱۸۳۰ به عضویت آکادمی هنر و سه سال بعد به عنوان استاد آکادمی هنر پترزبورگ منصوب شد. در سال ۱۸۵۴ به ریاست بخش معماری آکادمی منصوب شد.
او ابتدا به عنوان یک معمار با طراحی داخلی ساختمان آکادمی هنر پترزبورگ در سواحل نوا مورد توجه قرار گرفت. در سال ۱۸۲۷ او پروژه خود را برای کلیسای سنت کاترین در کانال Obvodny به تزار ارائه کرد. این اولین ساختمان به سبک رنسانس روسیه بود. ساختمان تون به پروژه ای پرستیژ برای کلیساهای دیگر در سن پترزبورگ و سراسر روسیه تبدیل شد. در سال ۱۸۳۰ او بلندپروازانه‌ترین پروژه خود را در آن زمان، یعنی کلیسای جامع مسیح منجی در مسکو به پایان رساند. ده‌ها کلیسا و کلیسای جامع دیگر سپس در شهرهای مختلف روسیه مانند سوئومن‌لینا (فنلاند کنونی)، روستوف-نا-دونو، آرزاماس، یلتس، تومسک و کراسنویارسک به سبک نئو-بیزانسی ساخته شد. تون صومعه باشکوه ایپاتیوس را در کوستروما بازسازی کرد، یک کلیسا در آنجا ساخت و کاخ رومانوف را بازسازی کرد.
در دوره ۱۸۳۸ تا ۱۸۵۱ تون در ساخت کاخ بزرگ کرملین و اتاق اسلحه‌خانه در مسکو مشغول بود. کاخ بزرگ کرملین با ۷۰۰ اتاق و سالن به گونه ای طراحی شده است که عظمت و عظمت امپراتوری روسیه را منعکس کند. او همچنین مسئولیت ساختمان تئاتر مالی در مسکو را بر عهده داشت.
آخرین سفارش‌های اصلی تون، ساختمان‌های ایستگاه راه‌آهن در مسکو و سن پترزبورگ بود که بین سال‌های ۱۸۴۹ و ۱۸۵۱ ساخته شد. در اینجا او از عناصر نئو رنسانس، نماهای ونیزی و برج‌های ناقوس قرون وسطایی استفاده کرد.
کنستانتین تون در سال ۱۸۸۱ پس از بدتر شدن وضعیت سلامتی وی در سن پترزبورگ درگذشت. او در آنجا در گورستان ولکوو به خاک سپرده شد.